# Zenodorus albertisi
Zenodorus albertisi es una especie de araña saltarina del género Zenodorus, familia Salticidae. Fue descrita científicamente por Thorell en 1881.
Habita desde Indonesia (Molucas) hasta Australia (Queensland).